# Gun Hedlund
Gun Hedlund, född 1 april 1951 i Bollnäs, död 25 september 2023 i Frogesta, Kumla kommun, var en svensk författare och statsvetare.
Hedlund, som var dotter till stadsträdgårdsmästare Gösta Hedlund och Inga-Britta Nordberg, genomgick sekreterarutbildning 1972–1973, blev filosofie kandidat 1977, var verksam som journalist 1977–1982, blev filosofie doktor i statsvetenskap vid Göteborgs universitet 1996 och därefter docent i ämnet vid Örebro universitet. Hon var aktiv inom 1970-talets nya kvinnorörelse och en av initiativtagarna till en av landets första feministiska högskolekurser, Kvinnovetenskap 20 p 1977/78. Hon var även föreståndare för Kvinnovetenskapligt forum vid Högskolan i Örebro. Ett tema i hennes forskning var kön och politik i förändring. Utöver doktorsavhandlingen "Det handlar om prioriteringar": kvinnors villkor och intressen i lokal politik (1996) utgav hon bland annat Governance på svenska (redaktör, tillsammans med Stig Montin, 2009), Kvinnors företagande - mål eller medel? (redaktör, tillsammans med Eva Blomberg och Martin Wottle, 2011), novellsamlingen Möten: pilgrimsvandringen och andra berättelser (2020) samt romanen Striden må fortgå - en roman om kärlek och syndikalism, som skildrar hennes farföräldrars liv i 1910-talets Bomhus. Hedlund var efter pensionen verksam som skrivpedagog, utbildad vid Skurups folkhögskola och som skönlitterär författare och föreläsare.